# 尼克·卡特
尼可拉斯·吉恩·「尼克」·卡特（英語：Nickolas Gene "Nick" Carter，1980年1月28日—）是一位美國演員、歌手。他是音樂團體后街男孩中最年輕的一位成員。作為后街男孩的一員，他是在21世紀之交時，美國最為成功的歌手之一，其專輯銷量超過一億張。卡特曾經在2002年自后街男孩單飛，發行自己的專輯，不過在2003年，他又重新參加后街男孩的活動。2010年他又參演電影Kill Speed。在2011年，他發行個人第二張專輯《I'm Taking Off》，該專輯在日本取得空前成功。

## 早年经历
1993年，尚在奥兰多市读初中的尼克与亚历山大·詹姆斯·迈克林、霍伊·多罗夫在参加当地戏剧表演所举办的试镜会中结识并成为好友。三人合组了一个乐团。他们正打算增加团员时认识了当时在迪斯尼乐园扮演阿拉丁的凯文·理查德森。再后来，凱文推荐了他的表弟—在肯塔基州的布莱恩·利特尔。这样，五个人就组成了乐团，并引用了当地相当出名的跳蚤市场（Backstreet Market）的名称，将乐团命名为Backstreet Boys。

## 演艺经历
2000年成为《人物》杂志年度最漂亮的50人之一，排名第9位。
2001年后，在经历了多年的奋斗后，后街成员们都感到疲惫与厌倦。于是他们决定进行一段时间的休养。
2002年10月，尼克发行个人第一张专辑《Now Or Never》。
同年客串《8 Simple Rules for Dating My Teenage Daughter》，饰演Ken。
2003年11月，在Oprah Show的节目后，后街男孩又开始以一个整体频频出现在各种公开场合中。并向歌迷宣称Backstreet's back。
2004年出演电影《The Hollow》 并在《Monster Island 》中客串。与Melissa Schuman合唱《There For Me》。
2005年6月14日 后街第五张专辑《Never Gone》发行。
2006年，他的家庭的成员们都聚集在一起，拍摄了真人秀《House of Carters》。
2007年，尼克被联合国环境署授命为今届海豚年活动的形象大使，旨在保护海豚、鲸鱼等海洋动物不再遭到捕杀。他说海豚是他喜爱的动物，不仅是海豚还有海洋。他想尽他的最大力量去做些什么。也许力量有限 但不努力怎么知道结果。10月30日，后街男孩专辑《Unbreakable》全球发行。这是在凱文离开团队后发行的第一张专辑，尽管这张专辑销量只有180万左右，但是专辑的歌曲依然动人心弦，是一张值得珍藏的专辑。
2009年9月30日，后街男孩最新专辑《This Is Us》全球发行。 《This Is Us》的销量或许不能让人满意。但后街男孩的This Is Us环球巡演却取得了不错的成绩。在欧洲，约有45万人欣赏了他们30场演出；在日本，10场大型演唱会（其中包括三场埼玉超级竞技场）门票，早早销售一空。
2010年，与Jennifer Paige合唱《Beautiful Lie》。参演的《Kill Speed》（译为：极速杀机）上映，并演唱片中插曲《No More Games》。11月4日，Oprah Show上，后街五人再次齐聚演唱《I Want It That Way》。
2011年，个人专辑宣传随NKOTBSB全球活动。2月，发行新专辑《I'm Taking Off》。
2012年，客串CW电视网青春剧《新飞越比弗利》（90210），在剧里扮演自己。 8月，后街男孩以5人组的形式在美国电视节目《早安美国》宣布后街男孩重新起航。
2013年4月22日，后街男孩正式进驻好莱坞星光大道。在后街男孩成立20周年纪念日上，好莱坞将刻有“后街男孩”大名的“星星”永载好莱坞星光大道7072号，后街男孩也成为了第2495位入驻名人堂的明星。7月30日，后街男孩发行了《In A World Like This》专辑。 《In A World Like This》是后街男孩第八张专辑的首支主打单曲，这首同名歌曲已经受到评论家的一致好评，《纽约》杂志的Jody Rosen，称这张专辑与组合金曲《I Want It That Way》一样是“精神盛宴”。在市场上，单曲首周在美国排行榜上取得61位的成绩。在亚洲地区，单曲表现得极为火热。

## 个人生活
尼克·卡特父母已离异，有三个妹妹和一个弟弟，其中妹妹莱斯莉·卡特（Leslie Carter）及弟弟亚伦·卡特均为美国著名歌手，两者分別于2012年和2022年去世，死因同样为吸毒过量。
2014年4月12日，尼克在加州正式迎娶未婚妻劳伦·基特（Lauren Kitt）。

## 社会活动
后街男孩任成都熊猫爱心荣誉大使。后街男孩在20周年世界巡演成都站，前往成都大熊猫繁育研究基地，参与“成都大熊猫爱心荣誉大使”授牌仪式，与大熊猫亲密接触，并担任成都大熊猫爱心荣誉大使。有意思的是，大熊猫基地将首次安排“艺人给大熊猫喂奶”环节，后街男孩因此将成为“熊猫奶爸”。

## 人物评价
以偶像般帅气外形、实力超群的创作实力在全世界受到大批粉丝拥戴。（搜狐音乐评） 而他展现的个人独特魅力与音乐Power，更造成了全球爱乐人的听觉震撼。（网易评） 他同时忙于参加抗击污水乱排放，保护海洋生物的活动。（新浪娱乐评）

## 个人作品

### 音乐专辑
| 专辑名称       | 发行时间       | 语言 |
| -------------- | -------------- | ---- |
| Now Or Never   | 2002年10月29日 | 英语 |
| I'm Taking Off | 2011年5月24日  | 英语 |

### 单曲
- Forever Rebel
- Payback
- Rockstar Baby
- End Of Forever